# 鶴岡裕太
鶴岡 裕太（つるおか ゆうた、1989年12月28日 - ）は、日本の起業家。大分県出身。BASE株式会社創業者。（2012年創業）
決済の簡易化を主軸とした複数の事業を手掛け、2016年にForbes が選ぶ「アジアを代表する30歳未満」の小売り&Eコマース部門に選出されている。

## 略歴
大分県立情報科学高等学校を卒業し、その後東京工科大学在学中 にクラウドファンディングプラットフォーム「CAMPFIRE」を運営するハイパーインターネッツ社（現: 株式会社CAMPFIRE）のエンジニアインターンを経験。そこで出会ったシリアルアントレプレナーの家入一真と複数のサービスを立ち上げ、バックエンドのプログラミングやディレクションを行う。そこで、後に会社設立のきっかけとなるネットショップ作成サービス「BASE」のプロジェクトを開始する。2012年11月に「BASE」をリリース。当初、2013年4月までに1万店舗の開設が目標だったが、わずか1カ月で目標の1万店舗を達成した。2012年12月11日にBASE株式会社として法人化。BASE株式会社はサイバーエージェント、メルカリ、SBIホールディングス、グローバル・ブレイン5号投資事業有限責任組合無限責任組合員・グローバル・ブレイン6号投資事業有限責任組合無限責任組合員グローバル・ブレイン株式会社、FinTechビジネスイノベーション、株式会社丸井グループから出資を受けている 。

## BASEの特徴
ネットショップ作成サービスBASEの特徴は、「簡単に出店できる」「費用の負担が少ない」。
出店料は無料で、わずか数分で店を作成しオープンできるという手軽さが受け、全国の飲食店や農家、町工場などが続々と参加。スタートから10年で出店数は累計170万店を突破。ショッピングアプリ名称は、昨年末に「BASE」から「Pay ID」に名称変更）。

## エピソード
きっかけは、故郷大分で洋品店を営んでいた母親の「インターネットで店を出したい」という一言だった。不登校だった中学時代にインターネットの魅力を知り、大学進学後はクラウドファンディングの会社でインターンをしていた鶴岡は、母親の世代でもネットショップに興味があることを知り「誰でも店を作れる」コンセプトのBASEを設立。

## 取材記事
- （Forbes JAPAN、2019年9月26日）小嶋陽菜 x BASE鶴岡裕太「リアルじゃなきゃ、愛されない」──ミレニアル世代の「ブランド論」
- （Business Insider Japan、2020年9月21日）コロナで急拡大、初めて感じた危機感。｢頼ってきた人を裏切れない｣
- （日経クロストレンド、2021年2月18日）note加藤氏×BASE鶴岡氏　企業の「好き」が問われる時代

## 講演
- （IVS 2015 Spring Miyazaki、2015年6月11日）トークセッション「Eコマースの今」
- （IVS 2016 Fall Kyoto、2016年12月6日）トークセッション「年代別経営哲学論バトル」
- （U-25 kansai pitch contest in TOKYO、2019年9月6日）トークセッション「今U-25で起業するなら何をする -先輩起業家からのアドバイス-」
- （New Norm Meeting Vol.1、2020年4月28日）トークセッション「働き方のNew Norm」

## テレビ番組
- 日経スペシャル カンブリア宮殿 全国170万店が参加！ 新時代ネットショッピング「BASE」（2022年4月21日、テレビ東京）- BASE社長として出演[3]。